# Heliga Treenighetens katedral, Arad
Heliga Treenighetens katedral (rumänska: Catedrala „Sfânta Treime”) är en rumänsk-ortodox katedral belägen i staden Arad, i länet Arad i landskapet Transsylvanien, i västra Rumänien.
Katedralen är helgad åt Treenigheten och tillhör Arads ärkestift.

## Historik
Grundstenen till Heliga Treenighetens katedral i Arad lades 1991 och byggnaden invigdes den 6 december 2008 av Rumänsk-ortodoxa kyrkans patriark, Daniel.

## Katedralen
- På katedralens kupoler finns tre kors, varav ett är 7,3 m högt och två 3,5 m höga.[2]

- Inne i katedralen finns reliker av Johannes Chrysostomos.[2]
- Katedralen har fem klockor som göts i Innsbruck, Österrike. Alla klockor väger totalt 6 565 kg.[2]

## Bilder

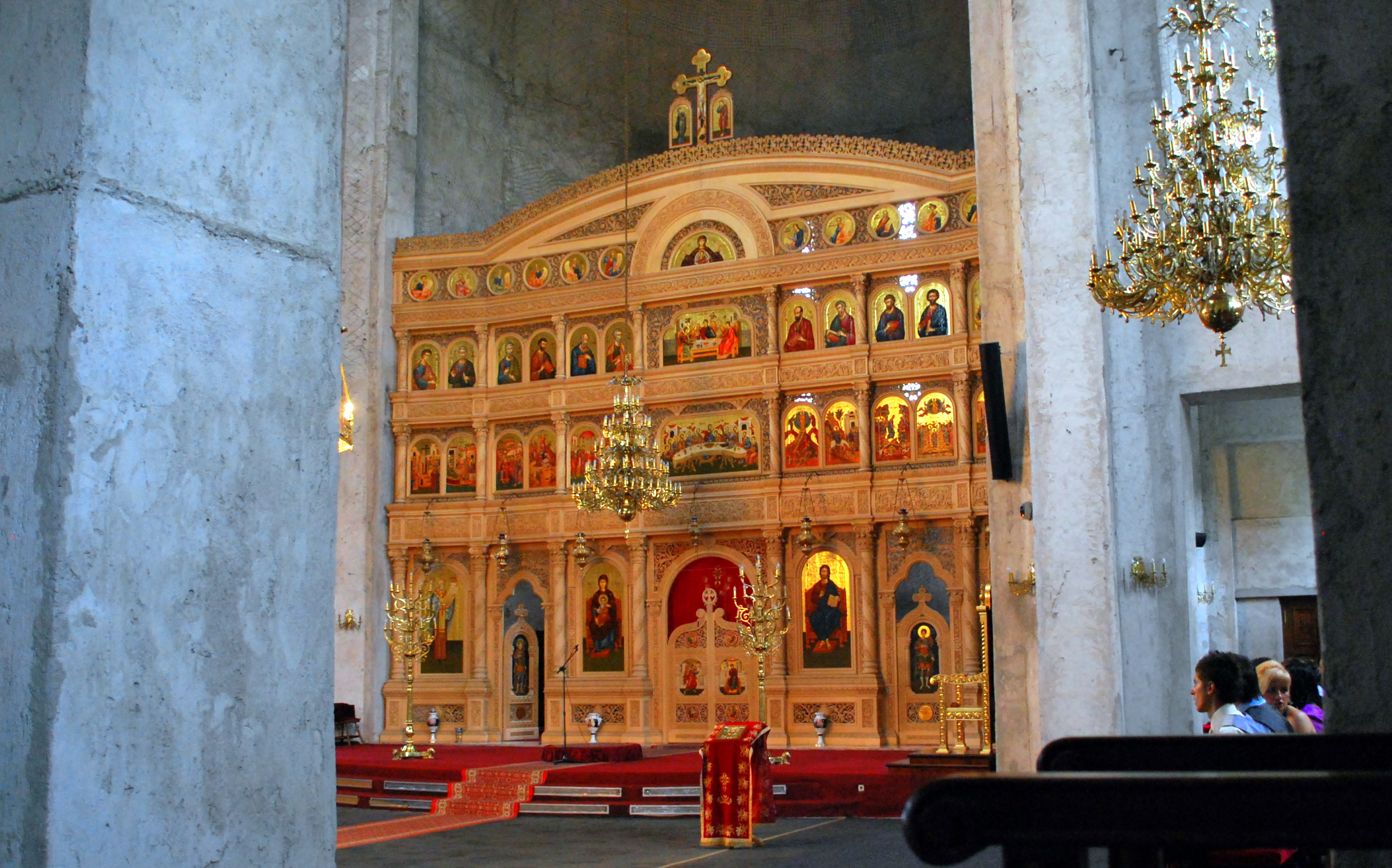
Katedralens interiör mot ikonostasen.